# Awjila
Awjila es el nombre de un oasis en el este de Libia. Los habitantes de este oasis hablan el Awjila y cultivan pequeños jardines usando el agua de los pozos.  La ciudad posee una gran reserva de petróleo y 4 refinerías especializadas en extraer el petróleo, y colocar los barriles que vende. La ciudad está habitada por 44 mil habitantes.
- Datos: Q137320
- Multimedia: Awjila / Q137320